# 宇喜多久家
宇喜多 久家（うきた ひさいえ、生没年不詳）は、室町時代後期の人物。備前国の国人。宇喜多宗家の子とも児島信徳の子とも言われるが定かではない。宇喜多能家、宗因、浮田国定の父。蔵人佐、三河守。
家督相続の時期などについては不明瞭だが、文明2年（1470年）に赤松政則の命で宇喜多宗家が西大寺に土地を寄進したという記録が西大寺文書に残されているので、少なくとも家督相続はこれ以後であると思われる。
当時の宇喜多氏は直接的な君臣関係に組み込まれていない在地の土豪（国人・国衆）で、守護赤松氏の命令を宿老である浦上氏本家が一族に任せている備前守護代の実務担当である郡代島村氏より指示されて動く程度の存在に過ぎなかった。
延徳4年（1492年）に西大寺へ寄進をしている。年不詳ながら難波豊前に討たれた父の遺領の相続を認める旨を伝える文書が残っている（この文書の文中、赤松政則の諡号「松泉院」が使われているため、この文書は政則死後、明応5年（1496年）以後のものと思われる）。

また、明応8年（1499年）には子の能家が浦上則宗に仕えて活躍しており、久家の名前もこれ以後に全く見当たらないため、この頃にはすでに家督を能家に譲って隠居、もしくは既に没していたのではないかと推察される。
2019年に、京都・賀茂別雷（わけいかづち）神社の「賀茂別雷神社文庫」から、同社領の竹原荘に関するやり取りで、1513-1514年に久家の花押が確認され、久家の家督譲渡期や能家と親子であったかなどに再考がせまられている。